# Isabelle Ducellier
Isabelle Valerie Ghislaine Ducellier, född 11 januari 1969 i Frankrike, är en fransk-svensk företagsledare.
Isabelle Ducellier avlade magisterexamen i internationell marknadsföring på École de Management de Lyon i Lyon i Frankrike, en magisterexamen i företagsekonomi på Insead i Fontainebleau i Frankrike samt senare en "Executive MBA" på Harvard Business School i Massachussetts i USA.
Hon var vd för Pernod Ricard Sweden AB 2008–2016.
Hon tillträdde som generalsekreterare i Barncancerfonden i november 2017.
Isabelle Ducellier utsågs i juni 2018 till verkställande direktör för Biogaia AB med tillträde i november 2018.